# Luis Álamos
Luis Álamos (Chañaral, 25 de dezembro de 1923 — Santiago, 26 de junho de 1983) foi um treinador de futebol chileno. Ele dirigiu a seleção de seu país na Copa do Mundo de 1966 e Copa do Mundo de 1974, não conseguindo avançar nas duas copas.